# 諏訪恭一
諏訪恭一（すわ やすかず、1942年 - ）は、日本の企業家、宝石商人、ジュエリー講師、諏訪貿易株式会社3代目兼会長。『宝石』シリーズを手がけている。

## 来歴
1942年生まれ、慶應義塾大学経済学部卒業後、1965年米国宝石学会（GIA）宝石鑑別士（G.G.）資格を取得（日本人第一号取得者）。1966年諏訪商店入店、1969年同専務取締役、1981年同取締役社長、2007年同会長。
社外では、1983年国際貴金属宝飾品連盟（CIBJO）色石委員会副委員長（- 1985年）、1985年国際色石協会（ICA）執行委員（- 1989年）、1991年NHK学園ジュエリー講座講師（- 2001年）、1997年日本ジュエリー協会理事（- 1997年）などを歴任した。

## 著書
- 『宝石 品質の見分け方と価値の判断のために』（世界文化社、1993年）
- 『宝石2 ダイヤモンドとカラーストーンの価値の決まり方』（世界文化社、1997年）
- 『宝石3 ジュエリー　その品質と価値の見方』（世界文化社、2000年）
- 『価値がわかる宝石図鑑』（ナツメ社、2016年）
- 『価値がわかるジュエリーの見方』（ナツメ社、2019年）
- 『宝石品質ガイド クオリティスケール』（アーク出版、2019年）
- 『決定版 アンカットダイヤモンド 品質の見分け方と価値の判断のために』（世界文化社、2022年）
- 『指輪が語る宝石歴史図鑑』（写真協力・中村淳、世界文化社、2022年）

### 共著
- 『ダイヤモンド 原石から装飾具へ』（諏訪恭一とアンドリュー・コクソン共著、世界文化社、2009年）
- 『指輪88−四千年を語る 小さな文化遺産たち』（宝官優夫共同監修、淡交社、2011年）
- 『宝石と鉱物の大図鑑 地球が生んだ自然の宝物』（スミソニアン協会監修、諏訪恭一監修、宮脇律郎監修、日東書院本社、2017年）
- 『起源がわかる宝石大全』（諏訪恭一、門馬綱一、西本昌司、宮脇律郎、ナツメ社、2022年） - 諏訪恭一らが、国立科学博物館や名古屋市科学館などを巡回企画する特別展『宝石 地球がうみだすキセキ』の展示品を出版化。

## 出演作品
- Story 〜長寿企業の知恵〜（2017年9月10日）